# Mérifons
Mérifons (en occitan Merifonts) est une commune française située dans le centre du département de l'Hérault en région Occitanie.
Exposée à un climat méditerranéen, elle est drainée par le Salagou, le Lignous et par divers autres petits cours d'eau. La commune possède un patrimoine naturel remarquable : un site Natura 2000 (« le Salagou ») et cinq zones naturelles d'intérêt écologique, faunistique et floristique.
Mérifons est une commune rurale qui compte 57 habitants en 2022, après avoir connu un pic de population de 92 habitants en 1831.  Ses habitants sont appelés les Mérifonois ou  Mérifonoises.

## Géographie

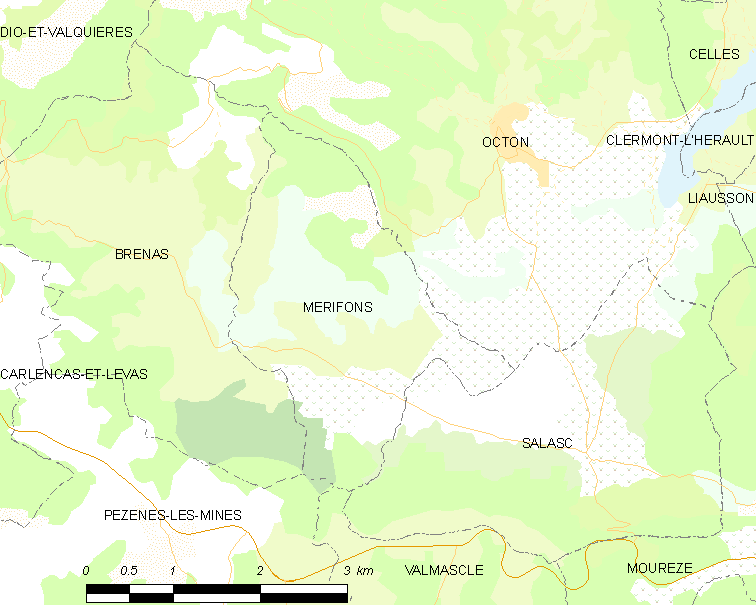
Carte

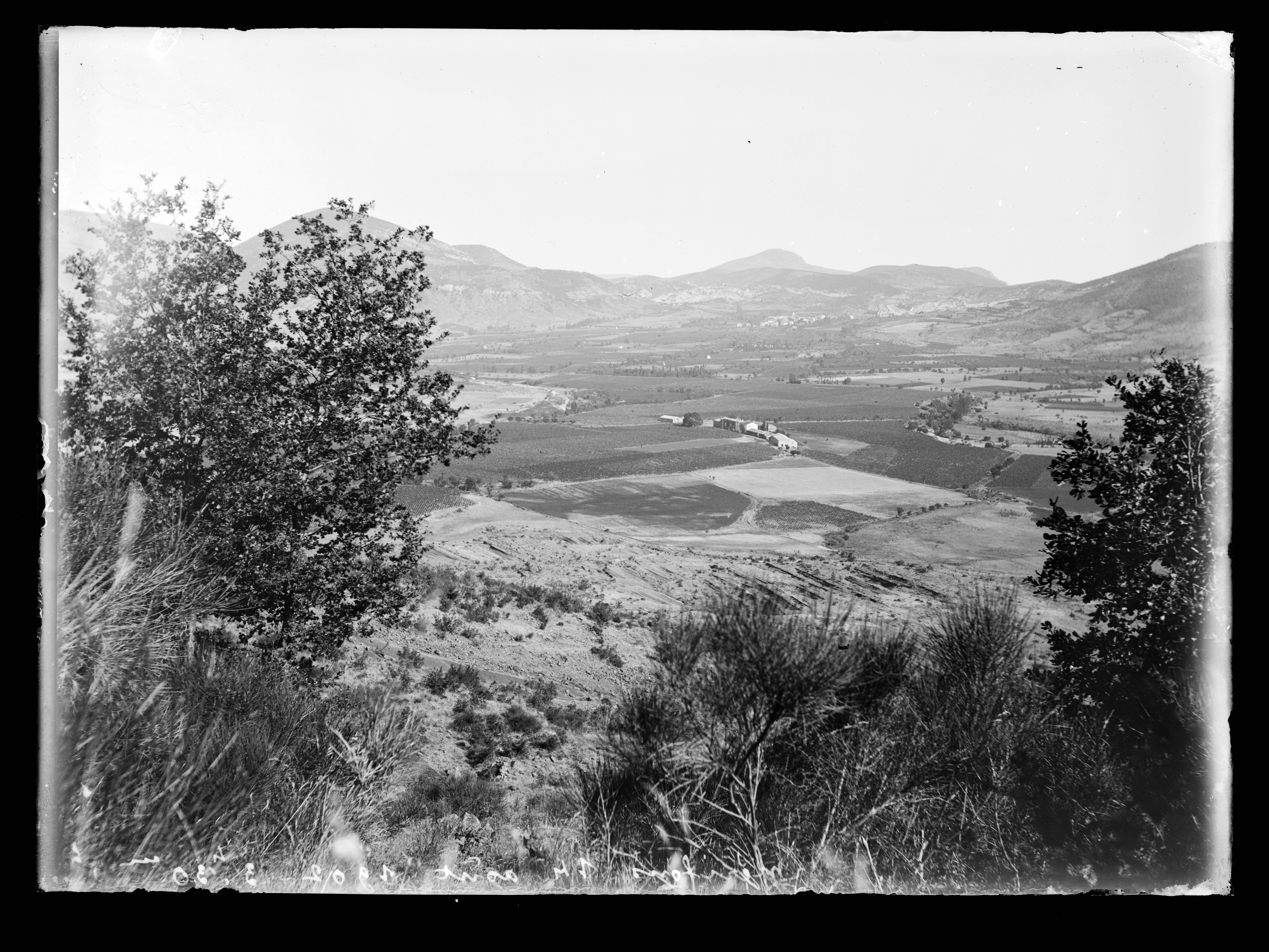
Photographie de 1902 d'un paysage sur le territoire communal

Cette commune bâtie sur de la ruffe près du lac du Salagou, est située à l'ouest de Clermont-l'Hérault

### Communes limitrophes
|                   | Octon     |        |
| Brenas            | Mérifons  | Octon  |
| Pézènes-les-Mines | Valmascle | Salasc |

### Climat
Pour des articles plus généraux, voir Climat de l'Occitanie et Climat de l'Hérault.
En 2010, le climat de la commune est de type climat méditerranéen franc, selon une étude s'appuyant sur une série de données couvrant la période 1971-2000. En 2020, Météo-France publie une typologie des climats de la France métropolitaine dans laquelle la commune est exposée à un climat méditerranéen et est dans la région climatique  Provence, Languedoc-Roussillon, caractérisée par une pluviométrie faible en été, un très bon ensoleillement (2 600 h/an), un été chaud (21,5 °C), un air très sec en été, sec en toutes saisons, des vents forts (fréquence de 40 à 50 % de vents > 5 m/s) et peu de brouillards.
Pour la période 1971-2000, la température annuelle moyenne est de 14,1 °C, avec une amplitude thermique annuelle de 16 °C. Le cumul annuel moyen de précipitations est de 991 mm, avec 7,4 jours de précipitations en janvier et 2,3 jours en juillet. Pour la période 1991-2020, la température moyenne annuelle observée sur la station météorologique la plus proche, située sur la commune de Bédarieux à 10 km à vol d'oiseau, est de 13,7 °C et le cumul annuel moyen de précipitations est de 982,0 mm,. Pour l'avenir, les paramètres climatiques de la commune estimés pour 2050 selon différents scénarios d'émission de gaz à effet de serre sont consultables sur un site dédié publié par Météo-France en novembre 2022.

### Milieux naturels et biodiversité

#### Réseau Natura 2000

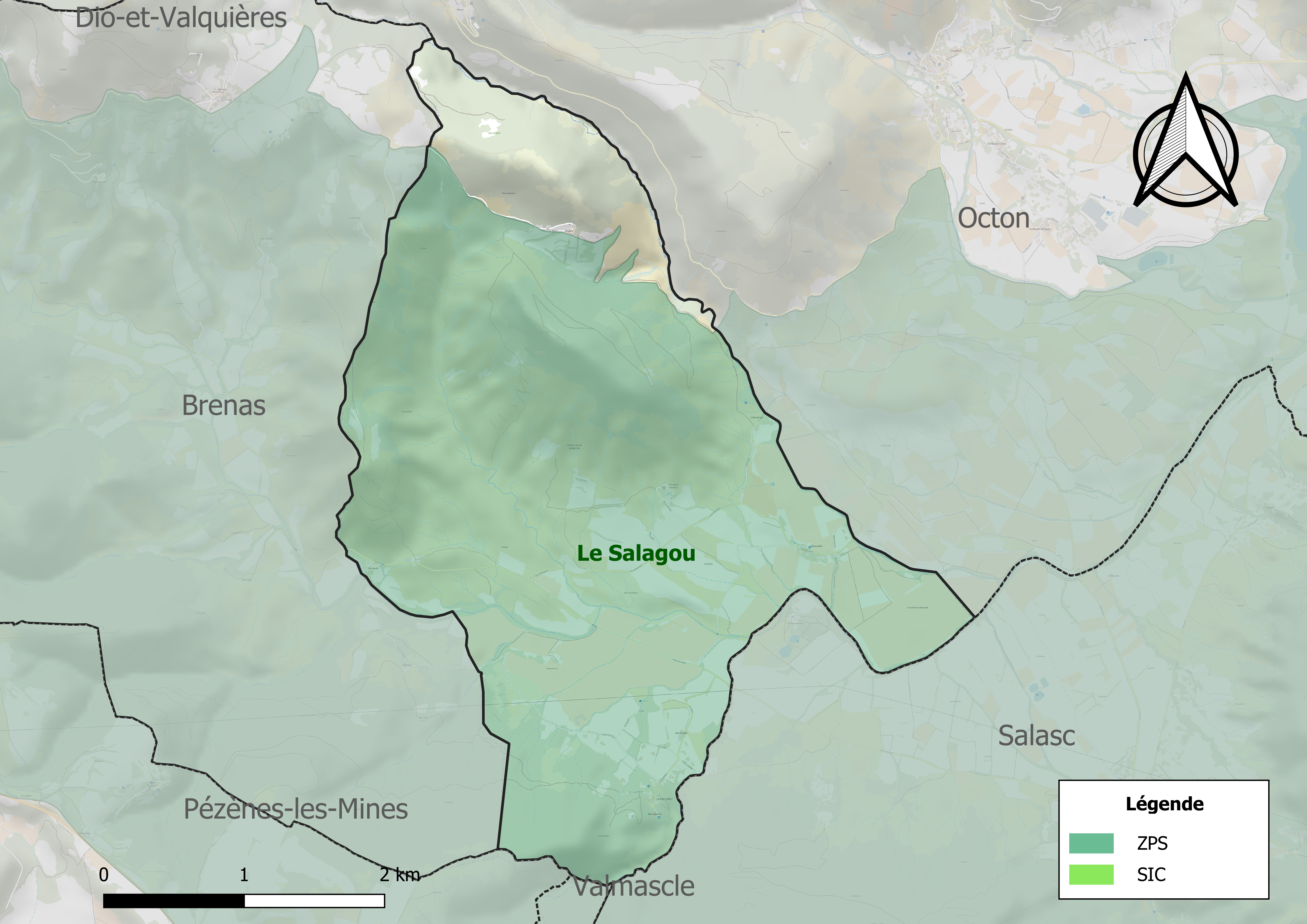
Sites Natura 2000 sur le territoire communal.

Le réseau Natura 2000 est un réseau écologique européen de sites naturels d'intérêt écologique élaboré à partir des directives habitats et oiseaux, constitué de zones spéciales de conservation (ZSC) et de zones de protection spéciale (ZPS).
Un site Natura 2000 a été défini sur la commune au titre  de la directive oiseaux : « le Salagou », d'une superficie de 12 794 ha, effectuant la transition entre la plaine languedocienne et les premiers contreforts de la montagne Noire et du Larzac. Outre l'aigle de Bonelli, trois autres espèces d'oiseaux ont également été prises en compte dans la délimitation de la ZPS, l'Outarde canepetière, le Blongios nain et le Busard cendré.

#### Zones naturelles d'intérêt écologique, faunistique et floristique
L’inventaire des zones naturelles d'intérêt écologique, faunistique et floristique (ZNIEFF) a pour objectif de réaliser une couverture des zones les plus intéressantes sur le plan écologique, essentiellement dans la perspective d’améliorer la connaissance du patrimoine naturel national et de fournir aux différents décideurs un outil d’aide à la prise en compte de l’environnement dans l’aménagement du territoire.
Trois ZNIEFF de type 1 sont recensées sur la commune :
- les « Castelas et Planas » (59 ha), couvrant 2 communes du département[11] ;
- les « Ruffes du Salagou » (1 170 ha), couvrant 5 communes du département[12],
- le « vallon du Lignou » (44 ha), couvrant 3 communes du département[13] ;

et deux ZNIEFF de type 2, : 
- le « bassin du Salagou » (8 089 ha), couvrant 12 communes du département[14] ;
- le « plateau de Carlencas-et-Levas » (6 239 ha), couvrant 11 communes du département[15].

Carte des ZNIEFF de type 1 et 2 à Mérifons.
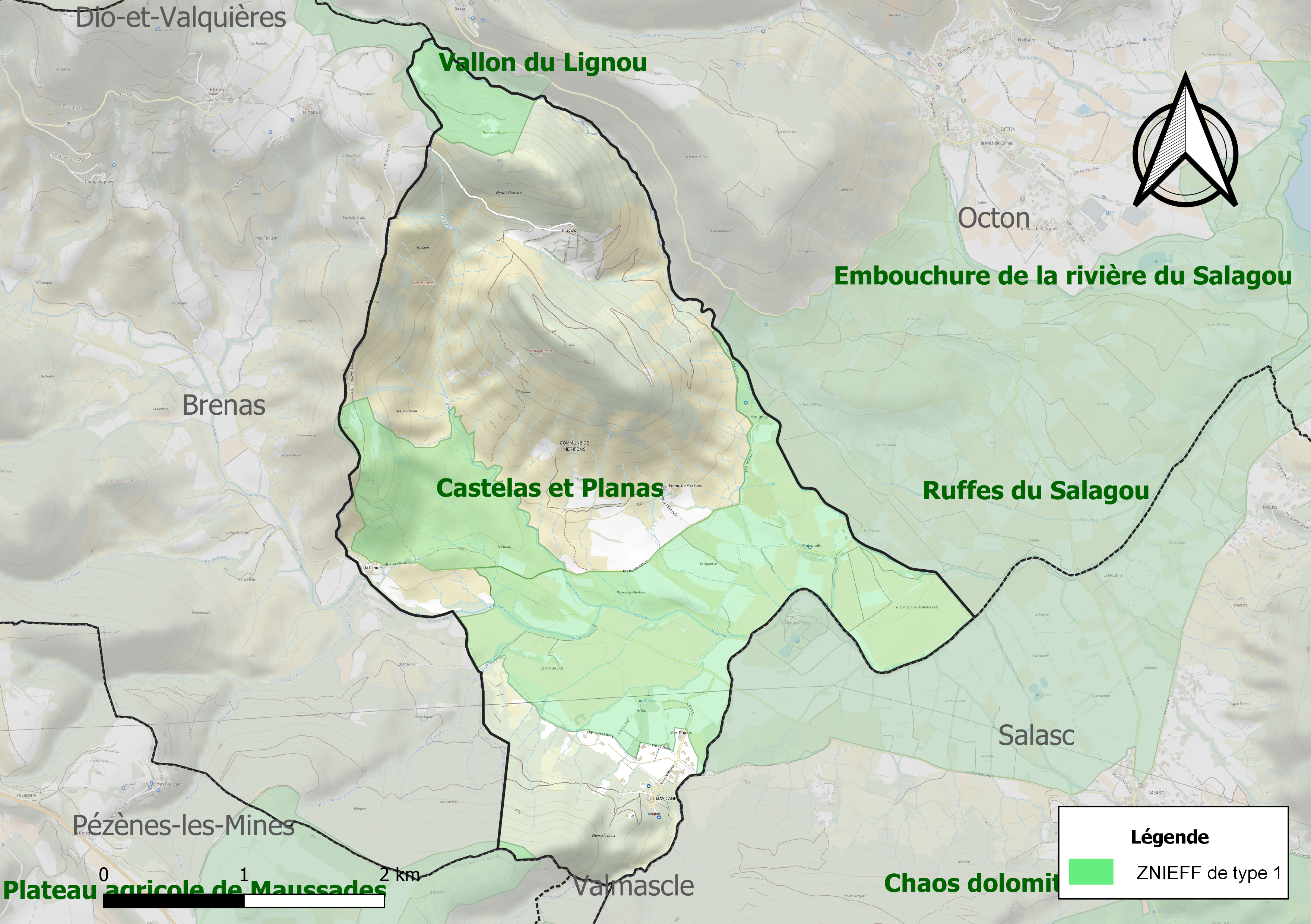
Carte des ZNIEFF de type 1 sur la commune.
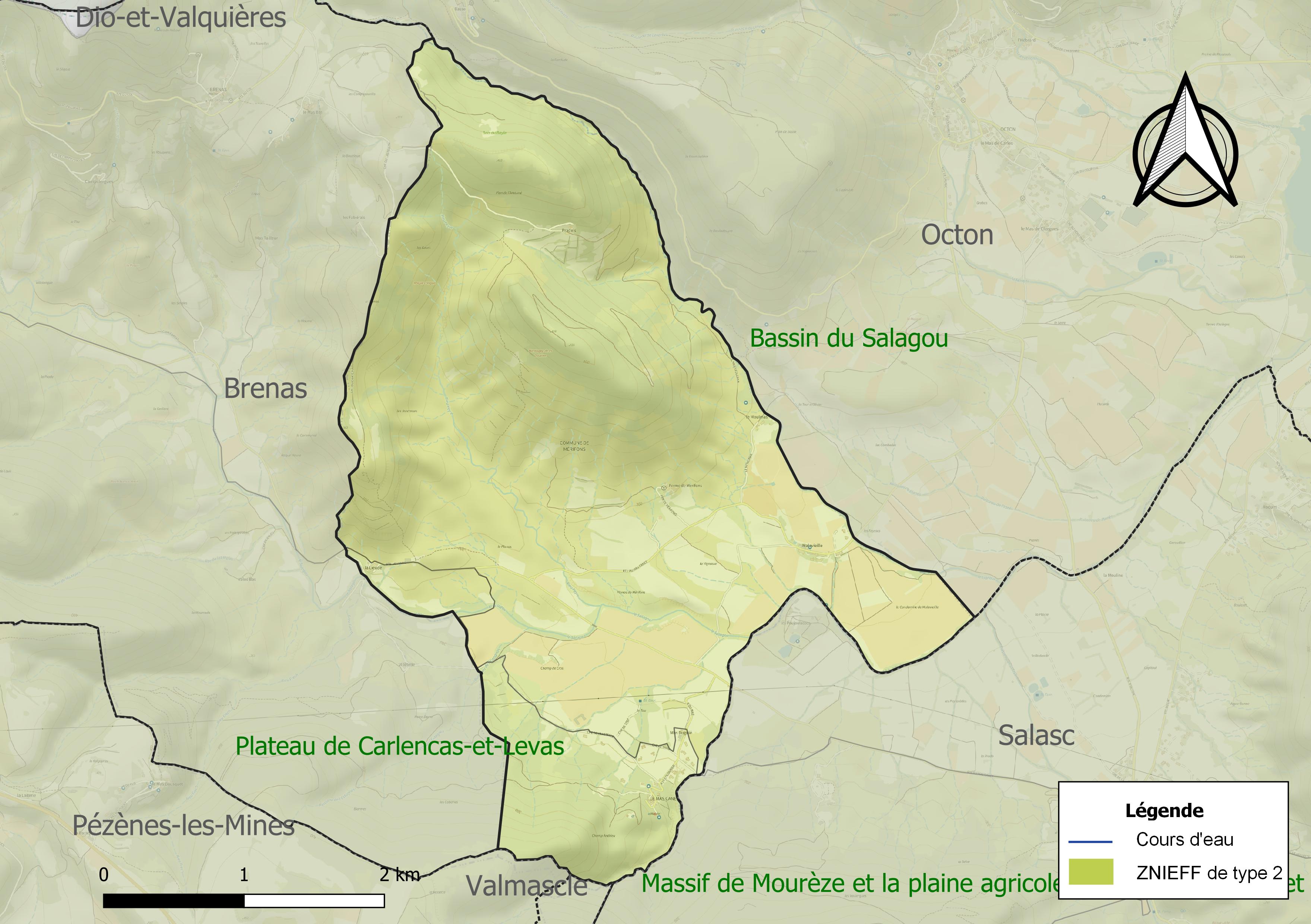
Carte des ZNIEFF de type 2 sur la commune.

## Urbanisme

### Typologie
Au 1er janvier 2024, Mérifons est catégorisée commune rurale à habitat très dispersé, selon la nouvelle grille communale de densité à sept niveaux définie par l'Insee en 2022.
Elle est située hors unité urbaine et hors attraction des villes,.

### Occupation des sols
L'occupation des sols de la commune, telle qu'elle ressort de la base de données européenne d’occupation biophysique des sols Corine Land Cover (CLC), est marquée par l'importance des forêts et milieux semi-naturels (73,7 % en 2018), en augmentation par rapport à 1990 (62,6 %). La répartition détaillée en 2018 est la suivante : 
milieux à végétation arbustive et/ou herbacée (26,1 %), espaces ouverts, sans ou avec peu de végétation (24,4 %), forêts (23,3 %), cultures permanentes (18,4 %), zones agricoles hétérogènes (8 %). L'évolution de l’occupation des sols de la commune et de ses infrastructures peut être observée sur les différentes représentations cartographiques du territoire : la carte de Cassini (XVIIIe siècle), la carte d'état-major (1820-1866) et les cartes ou photos aériennes de l'IGN pour la période actuelle (1950 à aujourd'hui).

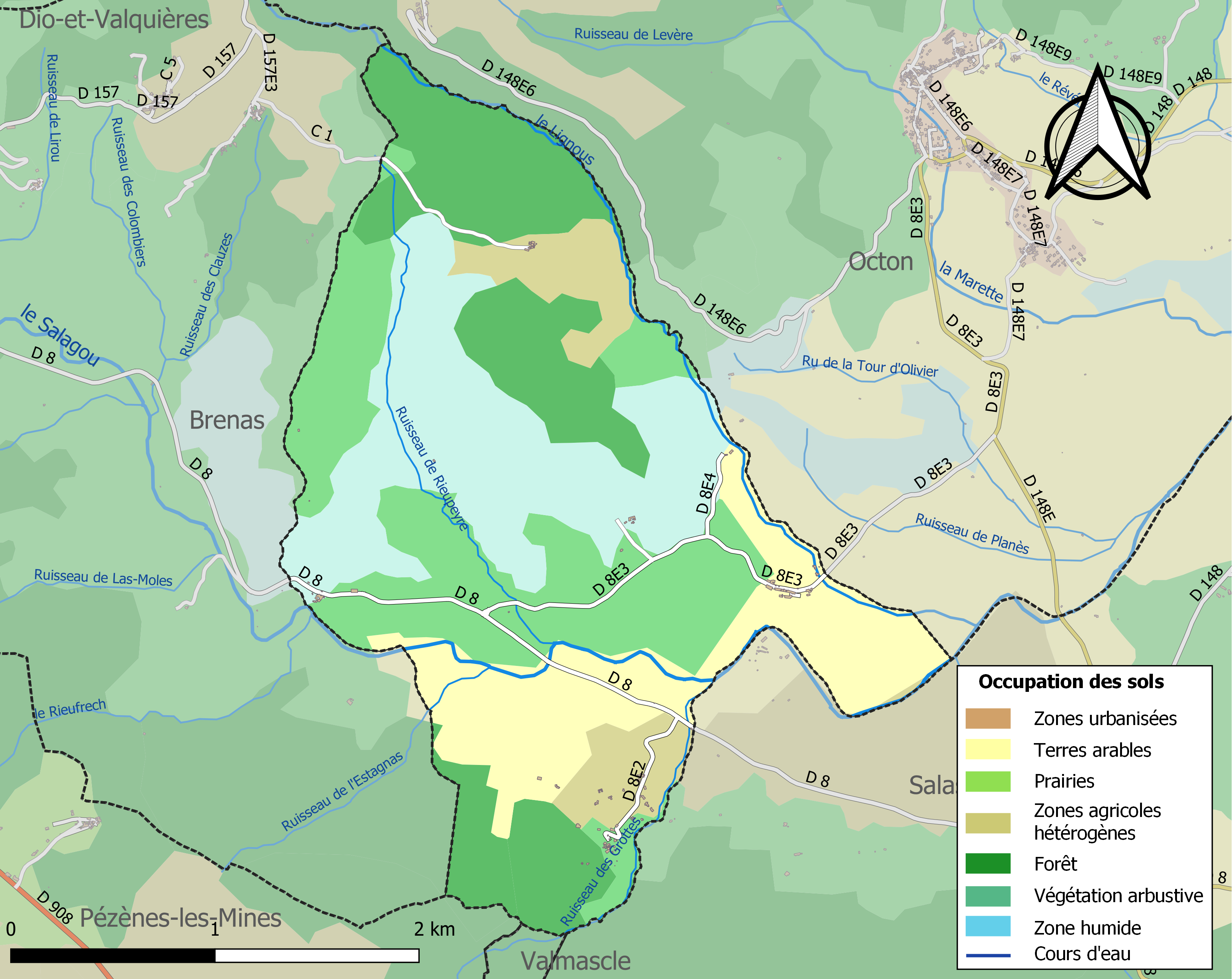
Carte des infrastructures et de l'occupation des sols de la commune en 2018 (CLC).

### Risques majeurs
Le territoire de la commune de Mérifons est vulnérable à différents aléas naturels : météorologiques (tempête, orage, neige, grand froid, canicule ou sécheresse), feux de forêts et séisme (sismicité très faible). Il est également exposé à un risque technologique,  le transport de matières dangereuses, et à un risque particulier : le risque de radon. Un site publié par le BRGM permet d'évaluer simplement et rapidement les risques d'un bien localisé soit par son adresse soit par le numéro de sa parcelle.

#### Risques naturels
Mérifons est exposée au risque de feu de forêt. Un plan départemental de protection des forêts contre les incendies (PDPFCI) a été approuvé en juin 2013 et court jusqu'en 2022, où il doit être renouvelé. Les mesures individuelles de prévention contre les incendies sont précisées par deux arrêtés préfectoraux et s’appliquent dans les zones exposées aux incendies de forêt et à moins de 200 mètres de celles-ci. L’arrêté du 25 avril 2002 réglemente l'emploi du feu en interdisant notamment d’apporter du feu, de fumer et de jeter des mégots de cigarette dans les espaces sensibles et sur les voies qui les traversent sous peine de sanctions. L'arrêté du 11 mars 2013 rend le débroussaillement obligatoire, incombant au propriétaire ou ayant droit,.

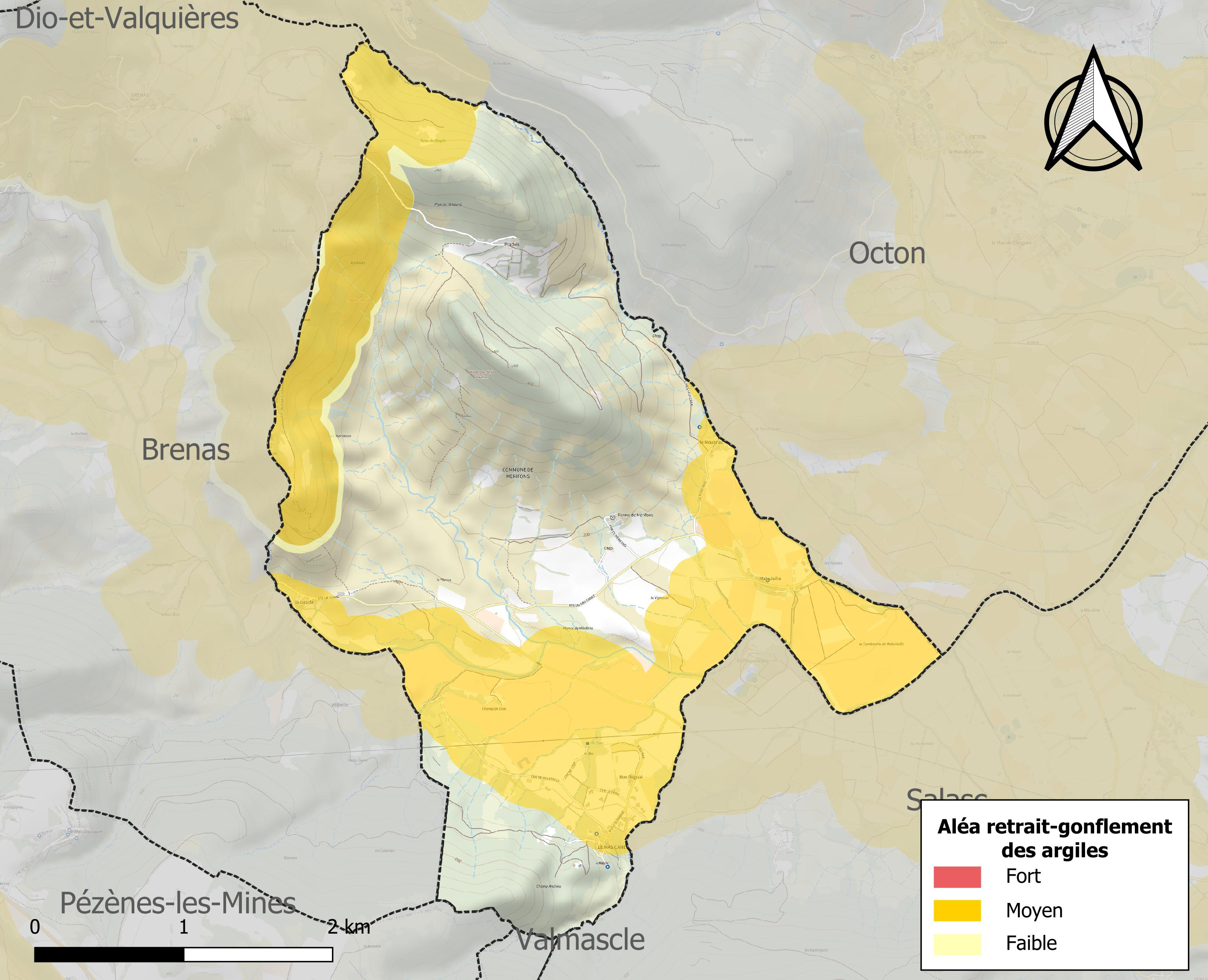
Carte des zones d'aléa retrait-gonflement des sols argileux de Mérifons.

Le retrait-gonflement des sols argileux est susceptible d'engendrer des dommages importants aux bâtiments en cas d’alternance de périodes de sécheresse et de pluie. 40,9 % de la superficie communale est en aléa moyen ou fort (59,3 % au niveau départemental et 48,5 % au niveau national). Sur les 54 bâtiments dénombrés sur la commune en 2019, 46 sont en aléa moyen ou fort, soit 85 %, à comparer aux 85 % au niveau départemental et 54 % au niveau national. Une cartographie de l'exposition du territoire national au retrait gonflement des sols argileux est disponible sur le site du BRGM,.
Par ailleurs, afin de mieux appréhender le risque d’affaissement de terrain, l'inventaire national des cavités souterraines permet de localiser celles situées sur la commune.
La commune a été reconnue en état de catastrophe naturelle au titre des dommages causés par les inondations et coulées de boue survenues en 1982, 1996, 2014 et 2019. 

#### Risques technologiques
Le risque de transport de matières dangereuses sur la commune est lié à sa traversée par des infrastructures routières ou ferroviaires importantes ou la présence d'une canalisation de transport d'hydrocarbures. Un accident se produisant sur de telles infrastructures est susceptible d’avoir des effets graves sur les biens, les personnes ou l'environnement, selon la nature du matériau transporté. Des dispositions d’urbanisme peuvent être préconisées en conséquence.

#### Risque particulier
Dans plusieurs parties du territoire national, le radon, accumulé dans certains logements ou autres locaux, peut constituer une source significative d’exposition de la population aux rayonnements ionisants. Certaines communes du département sont concernées par le risque radon à un niveau plus ou moins élevé. Selon la classification de 2018, la commune de Mérifons est classée en zone 3, à savoir zone à potentiel radon significatif.

## Politique et administration
| Période | Période  | Identité         | Étiquette | Qualité                                                              |
| ------- | -------- | ---------------- | --------- | -------------------------------------------------------------------- |
| 1790    | 1798     | Etienne Vailhé   |           |                                                                      |
| 1798    | 1799     | Duguiés          |           |                                                                      |
| 1799    | 1800     | Ambroise Reynes  |           |                                                                      |
| 1800    | 1818     | Etienne Vailhé   |           |                                                                      |
| 1818    | 1843     | Jean Vailhé      |           |                                                                      |
| 1843    | 1848     | Pierre Rossignol |           |                                                                      |
| 1848    | 1850     | Jean Vailhé      |           |                                                                      |
| 1850    | 1851     | Antoine Rocassel |           |                                                                      |
| 1851    | 1853     | Etienne Birouste |           |                                                                      |
| 1853    | 1864     | Pierre Rossignol |           |                                                                      |
| 1864    | 1871     | Adolphe Vailhé   |           |                                                                      |
| 1871    | 1876     | Albert Rossignol |           |                                                                      |
| 1876    | 1890     | Adolphe Vailhé   |           |                                                                      |
| 1890    | 1907     | Cyprien Ollier   |           |                                                                      |
| 1908    | 1918     | Joseph Rossignol |           |                                                                      |
| 1918    | 1918     | Bousquet         |           | Elu délégué aux fonctions de maire. Joseph Rossignol maire mobilisé. |
| 1918    | 1925     | Joseph Rossignol |           |                                                                      |
| 1925    | 1929     | Henri Ollier     |           |                                                                      |
| 1929    | 1945     | Joseph Rossignol |           |                                                                      |
| 1945    | 1953     | Jacques Blayes   |           |                                                                      |
| 1953    | 1968     | Henri Ollier     |           |                                                                      |
| 1968    | 1989     | Maurice Lacas    |           |                                                                      |
| 1989    | 2020     | Daniel Viala     | SE        | Retraité Fonction publique                                           |
| 2020    | En cours | Sophie Costeau   |           |                                                                      |

## Démographie
L'évolution du nombre d'habitants est connue à travers les recensements de la population effectués dans la commune depuis 1793. Pour les communes de moins de 10 000 habitants, une enquête de recensement portant sur toute la population est réalisée tous les cinq ans, les populations de référence des années intermédiaires étant quant à elles estimées par interpolation ou extrapolation. Pour la commune, le premier recensement exhaustif entrant dans le cadre du nouveau dispositif a été réalisé en 2007.

En 2022, la commune comptait 57 habitants, en évolution de +26,67 % par rapport à 2016 (Hérault : +7,49 %, France hors Mayotte : +2,11 %).
| 1793 | 1800 | 1806 | 1821 | 1831 | 1836 | 1841 | 1846 | 1851 |
| ---- | ---- | ---- | ---- | ---- | ---- | ---- | ---- | ---- |
| 86   | 71   | 80   | 74   | 92   | 82   | 77   | 90   | 71   |

| 1856 | 1861 | 1866 | 1872 | 1876 | 1881 | 1886 | 1891 | 1896 |
| ---- | ---- | ---- | ---- | ---- | ---- | ---- | ---- | ---- |
| 85   | 85   | 82   | 72   | 69   | 73   | 80   | 90   | 82   |

| 1901 | 1906 | 1911 | 1921 | 1926 | 1931 | 1936 | 1946 | 1954 |
| ---- | ---- | ---- | ---- | ---- | ---- | ---- | ---- | ---- |
| 84   | 85   | 86   | 72   | 81   | 77   | 72   | 70   | 73   |

| 1962 | 1968 | 1975 | 1982 | 1990 | 1999 | 2006 | 2007 | 2012 |
| ---- | ---- | ---- | ---- | ---- | ---- | ---- | ---- | ---- |
| 66   | 47   | 42   | 29   | 29   | 26   | 47   | 50   | 49   |

| 2017 | 2022 | - | - | - | - | - | - | - |
| ---- | ---- | - | - | - | - | - | - | - |
| 43   | 57   | - | - | - | - | - | - | - |

## Économie

### Emploi
|                | 2008   | 2013   | 2018   |
| -------------- | ------ | ------ | ------ |
| Commune        | 23,5 % | 11,1 % | 23,5 % |
| Département    | 10,1 % | 11,9 % | 12 %   |
| France entière | 8,3 %  | 10 %   | 10 %   |

En 2018, la population âgée de 15 à 64 ans s'élève à 17 personnes, parmi lesquelles on compte 88,2 % d'actifs (64,7 % ayant un emploi et 23,5 % de chômeurs) et 11,8 % d'inactifs,. Depuis 2008, le taux de chômage communal (au sens du recensement) des 15-64 ans est supérieur à celui de la France et du département.
La commune est hors attraction des villes,. Elle compte 17 emplois en 2018, contre 24 en 2013 et 13 en 2008. Le nombre d'actifs ayant un emploi résidant dans la commune est de 15, soit un indicateur de concentration d'emploi de 111 % et un taux d'activité parmi les 15 ans ou plus de 52,8 %.
Sur ces 15 actifs de 15 ans ou plus ayant un emploi, 5 travaillent dans la commune, soit 33 % des habitants. Pour se rendre au travail, 80 % des habitants utilisent un véhicule personnel ou de fonction à quatre roues, 6,7 % s'y rendent en deux-roues, à vélo ou à pied et 13,3 % n'ont pas besoin de transport (travail au domicile).

### Activités hors agriculture
4 établissements sont implantés  à Mérifons au 31 décembre 2019.
Le secteur des activités spécialisées, scientifiques et techniques et des activités de services administratifs et de soutien est prépondérant sur la commune puisqu'il représente 50 % du nombre total d'établissements de la commune (2 sur les 4 entreprises implantées  à Mérifons), contre 17,1 % au niveau départemental.

### Agriculture
|               | 1988 | 2000 | 2010 | 2020 |
| ------------- | ---- | ---- | ---- | ---- |
| Exploitations | 5    | 6    | 5    | 2    |
| SAU (ha)      | 76   | 90   | 179  | 195  |

La commune est dans le « Soubergues », une petite région agricole occupant le nord-est du département de l'Hérault. En 2020, l'orientation technico-économique de l'agriculture  sur la commune est la viticulture. Deux exploitations agricoles ayant leur siège dans la commune sont dénombrées lors du recensement agricole de 2020 (cinq en 1988). La superficie agricole utilisée est de 195 ha,,.

## Culture locale et patrimoine

### Lieux et monuments
- Château de Malavieille. Il est cité en 1098. En 1223, Amalric de Narbonne le donne aux évêques de Lodève. Le château date des XIIe et XIIIe. Son état de conservation actuel est mauvais.
- Église Saint-Pierre, du XIIe. Elle était possession des évêques de Lodève, puis des abbés de Valmagne à partir de 1197. Le voûtement date de l'époque gothique. Le clocher est plus récent. Elle est inscrite aux Monuments historiques depuis 1978[31].
- Chapelle Saint-Fulcran du Moulinas.
- Dalle paléontologique de la Lieude. Protégée sous un toit, cette dalle située près du hameau de la Lieude, présente 18 pistes d'animaux et 951 empreintes de pas de reptiles thérapsides datant du permien supérieur.

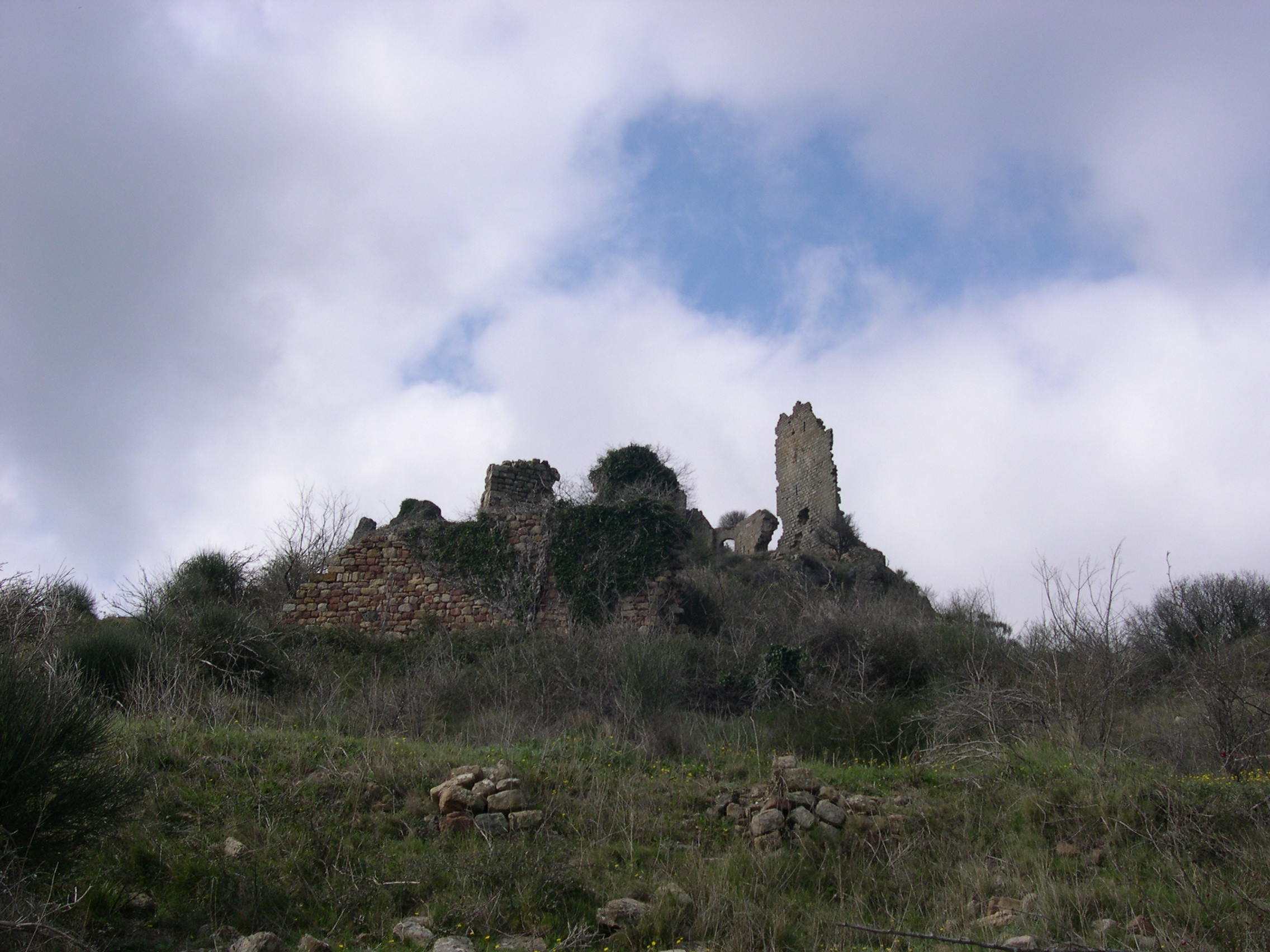
Château de Malavieille.
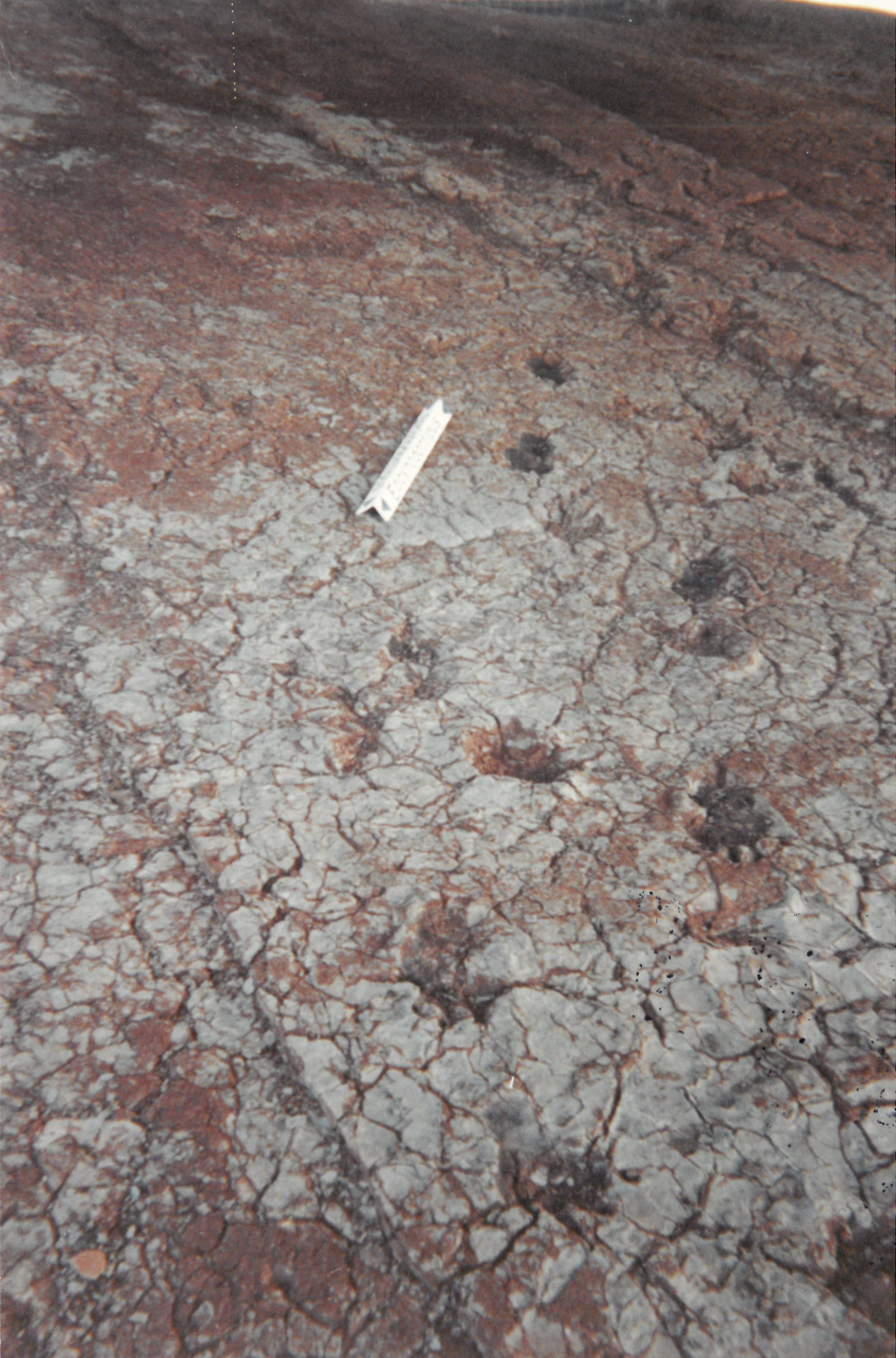
Dalle paléontologique de La Lieude.
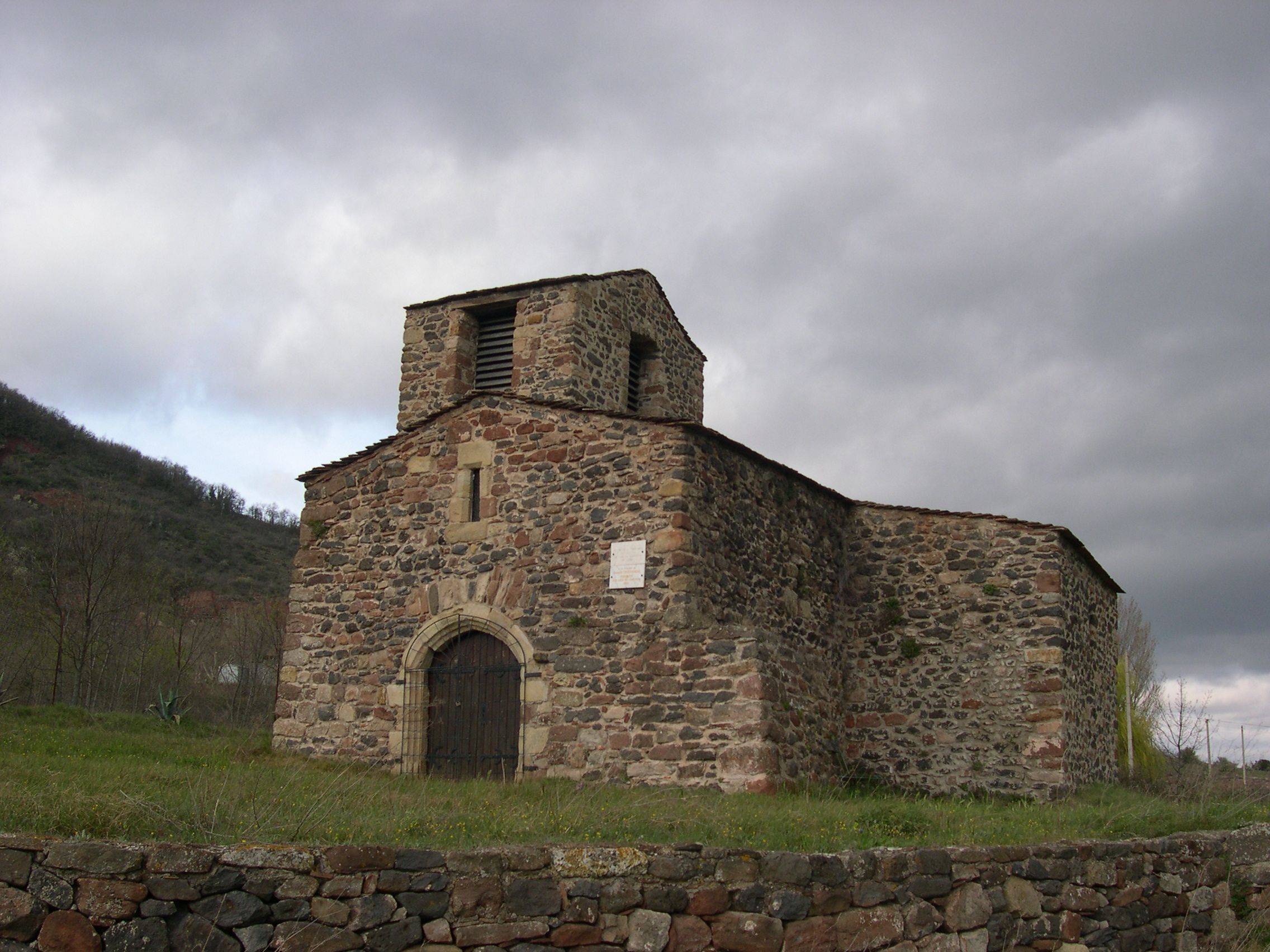
Église Saint-Pierre.

### Personnalités liées à la commune
Gustave Tramblay, photographe et astronome